# Ablemma datahu
Ablemma datahu là một loài nhện trong họ Tetrablemmidae.
Loài này thuộc chi Ablemma. Ablemma datahu được Lehtinen miêu tả năm 1981.